# لورانس والاس
لورانس والاس (بالإنجليزية: Lawrence Wallace) (9 مارس 1917 في المملكة المتحدة - 1 يناير 1978) هو منافس ألعاب القوى ولاعب كرة قدم بريطاني (وحمل سابقاً جنسية المملكة المتحدة لبريطانيا العظمى وأيرلندا) في مركز الهجوم. لعب مع نادي ساوثهامبتون.

## وصلات خارجية
- لورانس والاس على موقع اتحاد ألعاب الكومنولث (مؤرشف) (الإنجليزية)